# Pryšec kosmatý
Pryšec kosmatý (Euphorbia illirica) je vytrvalá, málo četná bylina vyskytující se na vlhkých místech. Je jedním z více než pětadvaceti druhů pryšců vyrůstajících v české přírodě a je považován za vzácný druh ohrožený vyhynutím. Jeho vědecké jméno prošlo v nedávné minulosti několika změnami, např. ještě nedávno mu bylo přisuzováno jméno Euphorbia villosa a předtím zase Tithymalus villosus.

## Rozšíření
Rostlina má centrum výskytu v jižní Evropě, odkud přesahuje do střední Evropy a ostrůvkovitě až na Ukrajinu a do Turecka. Arelu má i severní Africe v Alžírsku.
V České republice se řídce vyskytuje v Českém středohoří a v Polabí, na střední a jižní Moravě a v jihovýchodě Bílých Karpat, kde je koncentrováno nejvíce lokalit. Je hemikryptofyt, který obvykle roste v termofytiku až mezofytiku do nadmořské výšky okolo 400 m. Řada jeho stanovišť se nachází v chráněných územích, jsou to např. národní přírodní rezervace Čertoryje, přírodní rezervace Dolnoněmčanské louky i Plané loučky a dále přírodní památka Daliboř.

## Ekologie
Osídluje vlhké, i pouze střídavě vlhké louky, křoviny v blízkosti vodních toků nebo nádrží i mokré, prosvětlené listnaté lesy. Nejlépe roste na trvale mokrých, zastíněných půdách s dostatkem humusu, které jsou dusíkem i minerálně bohaté a mají vápnité podloží. Někdy vyrůstá i na druhotných stanovištích, jako jsou zavlhlé navážky nebo náspy.
Při poranění listu nebo lodyhy rostlina mléčí, vytékající tekutina obsahuje estery forbolu a toxické terpenoidní alkoholy, při potřísnění kůže způsobuje její zarudnutí a při styku se sliznicí nebo okem zánětlivé onemocnění, obzvlášť nebezpečná je pro děti.

## Popis
Vytrvalá, v trsu vyrůstající rostlina s lodyhami vysokými 40 až 80 cm, vybíhajícími z hrubého, vícehlavého oddenku. Lodyhy jsou přímé, podélně rýhované a v horní části z nich odbočují bezkvěté větvičky, které se později prodlužují. Lodyhy jsou střídavě porostlé přisedlými listy dlouhými 2 až 5 cm a širokými 1 až 2 cm. Jejich čepele jsou kopinaté či vejčité, bázi mají srdčitou a vrchol tupě špičatý, v dolní části bývají celokrajné a v horní jemně zubaté. Oboustranně jsou šedě zelené a roztroušeně až hustě chlupaté, starší olysávají. Listeny okolíků jsou vejčité, žlutozelené, na konci zašpičatělé a po obvodě celistvé nebo v horní části řídce zubaté.
Květenství cyathia vyrůstají v koncových i úžlabních lichookolících zpravidla s pěti větvemi, které se dále dvakrát vidličnatě rozvětvují. Jednotlivé zákrovní listence bývají vejčité či obvejčité, mají vnořenou střední žilku a jsou zářivě žlutě zbarvené. Nad listenci vykvétají drobné, žluté, bezobalné květy s pěti tyčinkami a pestíkem vytvořeným ze tří plodolistů. Žlázky s nektarem jsou příčně oválné, bez přívěsků, nejprve jsou žluté a později červenají.
Plod je kulovitá, 3,5 až 4 mm velká, trojpouzdrá tobolka, která bývá na povrchu lysá až roztroušeně chlupatá a někdy jemně bradavčitá. Obsahuje četná vejcovitá semena asi 2,5 mm dlouhá, která jsou tmavohnědá a na povrchu hladká. Rostliny se v přírodě rozšiřují semeny nebo oddenky.

## Ohrožení
Následkem úbytků vhodných lokalit se pryšec kosmatý vyskytuje stále méně často a stává se z něj druh ohrožený vymizením z české krajiny. Pro svou vzácnost je klasifikován jako ohrožený druh, a to jak v "Červeném seznam cévnatých rostlin České republiky 3. edice" z roku 2012 (C3), tak i ve "Vyhlášce MŽP ČR č. 395/1992 Sb. ve znění vyhl. č. 175/2006 Sb" (§3).